# Laurent Lokoli
 Laurent Lokoli  (nacido el 18 de octubre de 1994) es un tenista profesional francés.

## Carrera
Su mejor ranking individual es el Nº 169 alcanzado el 30 de enero de 2023, mientras que en dobles logró la posición 371 el 3 de noviembre de 2014.
Ha logrado hasta el momento 1 título de la categoría ATP Challenger Tour en la modalidad de dobles, así como también ha obtenido varios títulos Futures tanto en individuales como en dobles.

## Títulos; 1 (0 + 1)
| Leyenda                        | Individuales | Dobles |
| ------------------------------ | ------------ | ------ |
| Grand Slam (tenis)\|Grand Slam | 0            | 0      |
| ATP World Tour Finals          | 0            | 0      |
| ATP World Tour Másters 1000    | 0            | 0      |
| ATP World Tour 500 Series      | 0            | 0      |
| ATP World Tour 250 Series      | 0            | 0      |
| ATP Challenger Series          | 0            | 1      |

### Dobles
| N.º | Fecha      | Torneo              | Superficie    | Compañero        | Oponentes en la final           | Resultado |
| --- | ---------- | ------------------- | ------------- | ---------------- | ------------------------------- | --------- |
| 1.  | 16.06.2014 | Challenger de Blois | Tierra batida | Tristan Lamasine | Guillermo Durán Máximo González | 7-5, 6-0  |